# McKesson Europe
McKesson Europe AG (wcześniej Celesio AG i Gehe AG) – niemiecka spółka akcyjna działająca w branży dystrybucji artykułów farmaceutycznych, notowana na giełdzie we Frankfurcie.
Przedsiębiorstwo powstało w 1835 roku pod nazwą Gehe, zaś jego założycielem był Franz Ludwig Gehe. W 1903 r. spółka została upubliczniona, a rok później po raz pierwszy jej akcje pojawiły się na giełdzie, początkowo w Dreźnie.
W 2003 r. walne zgromadzenie akcjonariuszy niemal jednogłośnie zdecydowało o zmianie nazwy spółki na Celesio AG.
Spółka opiera swój biznes na trzech filarach. Pierwszym jest zaopatrywanie aptek – spółka posiada ok. 120 hurtowni farmaceutycznych w 13 krajach. Drugi obszar to samodzielne prowadzenie aptek – w skład należącej do spółki sieci wchodzi ok. 2200 punktów w siedmiu państwach. Najsilniej obecna jest na brytyjskim rynku detalicznym, gdzie pod należącą do niej marką Lloydpharmacy działa ok. 1700 aptek. Trzecim filarem są szeroko rozumiane usługi logistyczne dla branży farmaceutycznej.